# Geoffrey Kiprono Mutai
Geoffrey Kiprono Mutai (* 7. Oktober 1981) ist ein kenianischer Langstreckenläufer, der sich auf den Marathonlauf spezialisiert hat.

## Karriere
2008 gewann er im März den Monaco-Marathon in einer Zeit von 2:12:40 Stunden. Im Oktober stellte er mit neuer persönlicher Bestleistung von 2:07:50 Stunden einen Streckenrekord beim Eindhoven-Marathon auf.
2009 wurde er Achter beim Daegu-Marathon. Wie im Vorjahr gewann er den 10-Kilometer-Lauf beim Loopfestijn Voorthuizen und stellte dabei mit 27:39 Minuten einen Streckenrekord und eine persönliche Bestleistung auf. Beim Eindhoven-Marathon verbesserte er sowohl seinen persönlichen wie auch den Streckenrekord auf 2:07:01 Stunden. Die letzten 2,195 Kilometer lief er dabei in 6:05 Minuten und war damit schneller als Ronaldo da Costa, Paul Tergat und Haile Gebrselassie bei ihren Weltrekorden.
Zum Auftakt der Saison 2010 gewann Mutai den RAK-Halbmarathon. Beim Rotterdam-Marathon wurde er in hervorragenden 2:04:55 Stunden Zweiter hinter seinem Landsmann Patrick Makau Musyoki. Im 10.000-Meter-Lauf gewann er bei den Leichtathletik-Afrikameisterschaften in Nairobi die Bronzemedaille. Danach erzielte er beim Berlin-Marathon mit 2:05:10 Stunden erneut eine starke Zeit musste sich aber wie schon in Rotterdam Patrick Makau Musyoki knapp geschlagen geben. Im November folgte ein Sieg beim Delhi-Halbmarathon.
Anfang 2011 gewann Mutai in überlegener Manier die kenianischen Ausscheidungswettbewerbe für die Crosslauf-Weltmeisterschaften in Punta Umbría. Seiner Favoritenrolle bei den Welttitelkämpfen konnte er mit dem fünften Platz nicht ganz gerecht werden, half aber mit seiner Leistung, den kenianischen Sieg in der Mannschaftswertung zu sichern.
Wenige Wochen später gewann Mutai den Boston-Marathon. Mit seiner Siegerzeit von 2:03:02 Stunden unterbot er Gebrselassies Weltrekord um 57 Sekunden. Allerdings erfüllte die Bostoner Strecke nicht die vom Leichtathletik-Weltverband IAAF geforderten Kriterien für die Anerkennbarkeit von Weltrekorden. Auf dem Punkt-zu-Punkt-Kurs profitierten die Läufer am Wettkampftag von starkem Rückenwind. So blieb auch der Zweitplatzierte Kenianer Moses Cheruiyot Mosop bei seinem Marathondebüt mit 2:03:06 Stunden deutlich unter der offiziellen Weltrekordmarke. Auf den folgenden Plätzen unterboten der Äthiopier Gebregziabher Gebremariam und der US-Amerikaner Ryan Hall ihre jeweiligen persönlichen Bestleistungen und den alten Streckenrekord des Kenianers Robert Kiprono Cheruiyot aus dem Vorjahr (2:05:52 Stunden) deutlich. Konkret verfehlte die Rennstrecke in Boston zwei der in den internationalen Wettkampfregeln genannten Bedingungen. Regel 260, Absatz 28b lässt ein durchschnittliches Gefälle von maximal 0,1 % der Distanz zu, hier also 42 Meter. Absatz 28c schreibt vor, dass die Entfernung zwischen Start und Ziel nicht mehr als 50 % der Streckenlänge betragen soll. Beim Boston-Marathon beträgt das Nettogefälle etwa 140 Meter, die Entfernung zwischen Start und Ziel entspricht nahezu der vollen Wettkampfdistanz. Dennoch kündigte der Veranstalter einen Tag nach dem Rennen an, die Anerkennung von Mutais Zeit als Weltrekord zu beantragen. Mutai selbst argumentierte, die Strecke weise die vorgeschriebene Länge auf und sei mit ihren vielen Hügeln trotz des Nettogefälles sehr anspruchsvoll.
Im Juni kehrte Mutai nach Boston zurück und gewann die Erstauflage des B.A.A. 10K mit großem Vorsprung vor dem Äthiopier Gebregziabher Gebremariam und Mosop. Dabei steigerte er seine Bestleistung im 10-Kilometer-Straßenlauf um 20 Sekunden auf 27:19 min. Ende Juli siegte er beim Bogotá-Halbmarathon in der Streckenrekordzeit von 1:02:20 h. Im November krönte er seine Wettkampfsaison mit einem Sieg beim New-York-City-Marathon. Mit einer Zeit von 2:05:06 h unterbot er den alten Streckenrekord des Äthiopiers Tesfaye Jifar um mehr als zweieinhalb Minuten.
2012 misslang ihm seine Titelverteidigung in Boston. Bei ungewöhnlich heißem Wetter musste er nach 30 km mit Magenkrämpfen aufgeben und wurde daraufhin nicht für die Olympischen Spiele in London nominiert. Beim Ottawa Race Weekend siegte er über 10 km. Im September gewann Mutai den Berlin-Marathon mit einer Sekunde Vorsprung vor seinem Landsmann Dennis Kipruto Kimetto und verfehlte den an selber Stelle im Vorjahr aufgestellten Weltrekord von Patrick Makau Musyoki um 37 Sekunden. Mutai gewann überlegen die Gesamtwertung der World Marathon Majors 2011/12. 2013 lief er beim RAK-Halbmarathon mit 58:58 Minuten erstmals eine Zeit unter 59 Minuten, womit er den dritten Platz belegte. Im November konnte er seinen Sieg beim Marathon in New York wiederholen.

## Bestleistungen
- 10.000 m: 27:27,79 min, 26. Juni 2010, Nairobi
- 10-km-Straßenlauf: 27:19 min, 26. Juni 2011, Boston
- Halbmarathon: 58:58 min, 15. Februar 2012, Ras Al Khaimah
- Marathon: 2:04:15 h, 30. September 2012, Berlin